# Cristian Deville
Cristian Deville (Cavalese, 3. siječnja 1981.) je talijanski alpski skijaš.
Bio je prvak Italije u slalomu 2005. godine.

### Svjetski kup
- - 1 pobjeda
  - 2 drugo mjesto
  - 1 treće mjesto